# Bureau of Investigative Journalism
The Bureau of Investigative Journalism é uma iniciativa sem-fins-lucrativos criados por jornalistas do Reino Unido.